# キャメロン・ジョンソン (野球)
キャメロン・ジョンソン（Cameron Johnson、2005年1月11日 - ）は、アメリカ合衆国メリーランド州プリンスジョージ郡出身のプロ野球選手（投手）。左投左打。